# Alloperla kurilensis
Alloperla kurilensis är en bäcksländeart som beskrevs av Zhiltzova 1978. Alloperla kurilensis ingår i släktet Alloperla och familjen blekbäcksländor. Inga underarter finns listade i Catalogue of Life.